# Зуя
Зуя́ (укр. Зуя, крымскотат. Zuya, Зуя) — посёлок городского типа / посёлок в Белогорском районе Крыма, центр Зуйского сельского поселения (согласно административно-территориальному делению Украины — Зуйского поселкового совета Автономной Республики Крым).

## Географическое положение
Зуя находится на трассе P-23 Симферополь — Керчь, на полпути между Симферополем и Белогорском (21 км от ж/д станции Симферополь).

## История

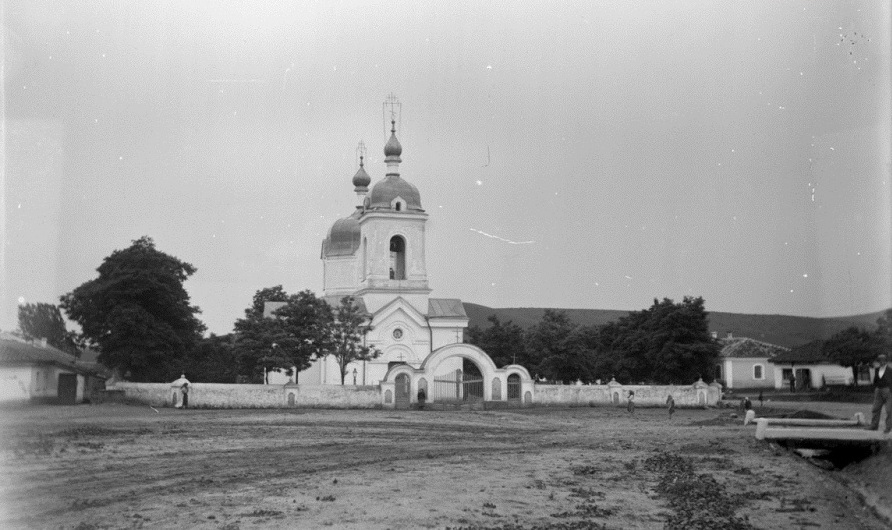
Свято-Никольский храм, 1905 год

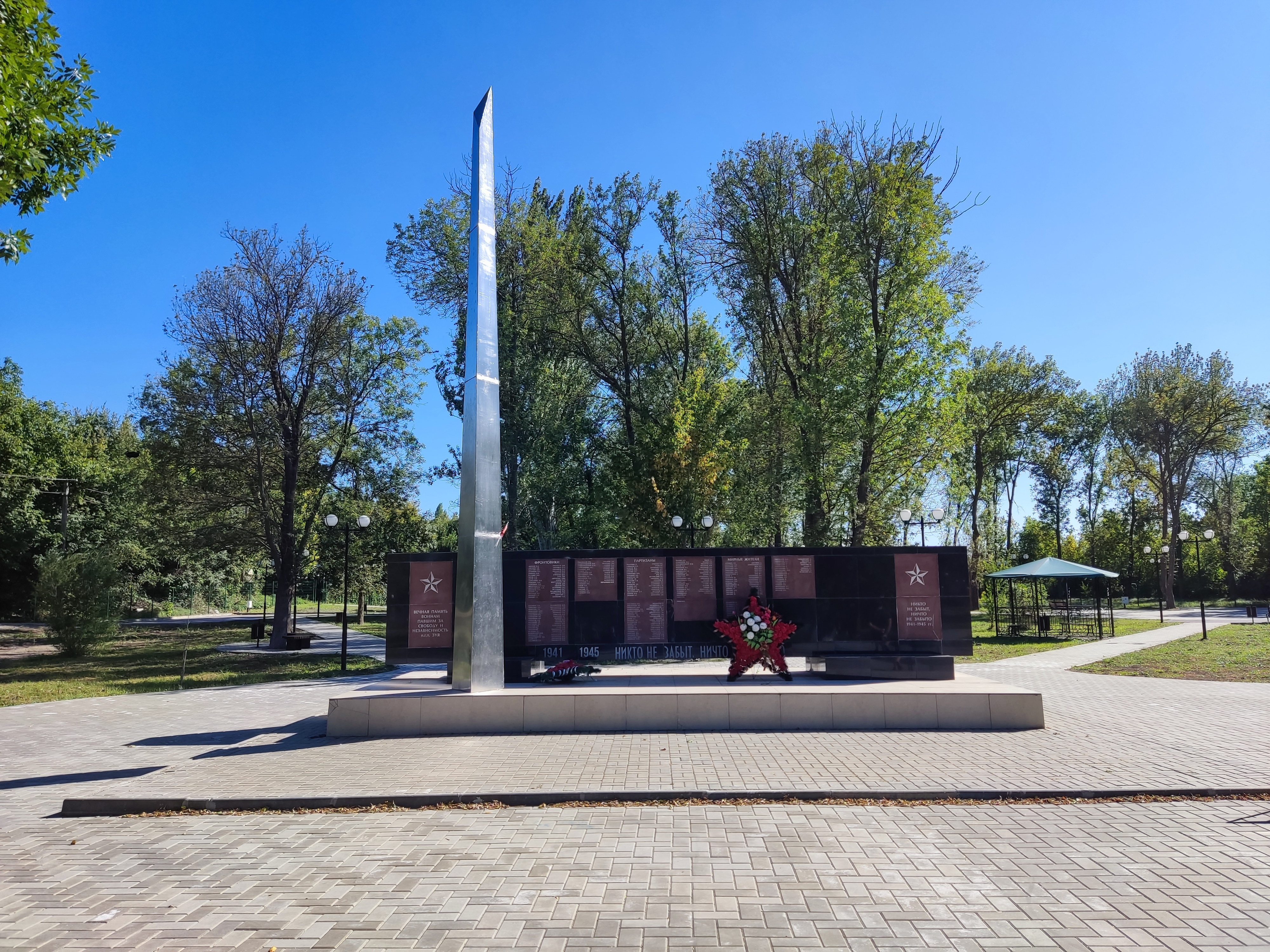
Братская могила советских воинов, партизан и памятник мирным жителям и воинам-односельчанам в парке Победы

В 1784 году на берегу реки было основано русское казённое поселение. Слобода заселялась нижними чинами полков, расположенных в Крыму, в том числе служившими в 4-м Гренадерском, Екатеринославском кирасирском и Вятском пехотном полках. В мае 1787 года Зую проездом посетила Екатерина II. В Зуе находилась Екатерининская миля (снесена в 1946 году). В 1796 году в Зуе проживало 252 души мужского пола. Согласно Ведомости о всех селениях в Симферопольском уезде состоящих с показанием в которой волости сколько числом дворов и душ… от 9 октября 1805 года в селении насчитывалось 92 дома, 354 жителя мужского пола и 194 — женского, всего 548 человек. Из них 121 житель из беглых солдат, 1 отставной, 403 «из вольноопределённых», 19 грузин и 5 венгров. На военно-топографической карте генерал-майора Мухина 1817 года в Зуе обозначено 30 дворов.
Император Александр I, проезжал в 1818 году через селение Зуя пообещал ассигновать на строительство храма 10 тысяч рублей. В 1831 году в Зуе открыта Николаевская церковь. На карте 1842 года в селе Зуя (русская) обозначено 63 дома.
В 1860-х годах, в ходе земской реформы Александра II, селение определили центром Зуйской волости. Согласно «Списку населённых мест Таврической губернии по сведениям 1864 года» в казённом русском селе Зуя при речке Зуе в 68 дворах проживало 214 мужчин и 250 женщин, действовали церковь, становая квартира, волостное правление, сельская и казённая почтовые станции. По обследованиям профессора А. Н. Козловского начала 1860-х годов, жители селения «пользовались водой реки Зуя» и родниками. На трёхверстовой карте Шуберта 1865—1876 года Зуя обозначена с 66 дворами. В «Памятной книге Таврической губернии 1889 года» по результатам Х ревизии 1887 года в Зуе числилось 126 дворов с 731 жителем.
Епископ Гермоген охарактеризовал церковь в епархиальном описании так: «Церковь каменная, с колокольнею, построена была в 1831 году и освящена во имя Святителя Николая; но, за ветхостью, разобрана, и в 1878 году построен временный молитвенный дом, а в 1884 году построена прихожанами новая церковь и освящена также во имя святителя Николая 8 апреля».
В июне 1929 года было принято решение организовать в Зуе колхоз. Спустя месяц, 9 августа 1929 года, был убит лидер коммунистической молодёжи села Пётр Вербовский. После его убийства НКВД возбудил дело о «поповско-кулацком заговоре», по которому были осуждены трое крестьян, погибших в тюрьме Симферополя. Тогда же в Зуе был закрыт в храм, были уничтожены его купола и колокольня, а 75-летний священник Пётр был выслан в Сибирь, но скончался в дороге.
В 1937—1959 годах Зуя была центром Зуйского района, разделённого между Симферопольским и Белогорским районами.
Осенью 1941 года на основе партийного и советского актива района был сформирован Зуйский партизанский отряд (командир — А. А. Литвиненко, погиб 9 марта 1942 года, комиссар Н. Д. Луговой). Он вёл борьбу вплоть до освобождения Крыма, зуйский лес был одной из главных баз партизан.
Во время оккупации в посёлке в 1942—1943 годах действовала подпольная молодёжная организация под руководством И. С. Кулявина. В 1943 году он был схвачен и расстрелян гитлеровцами. В его память в посёлке была названа улица, установлен памятник, ныне объект культурного наследия
В 1960-е гг. пгт Зуя была передана из Симферопольского в Белогорский район.

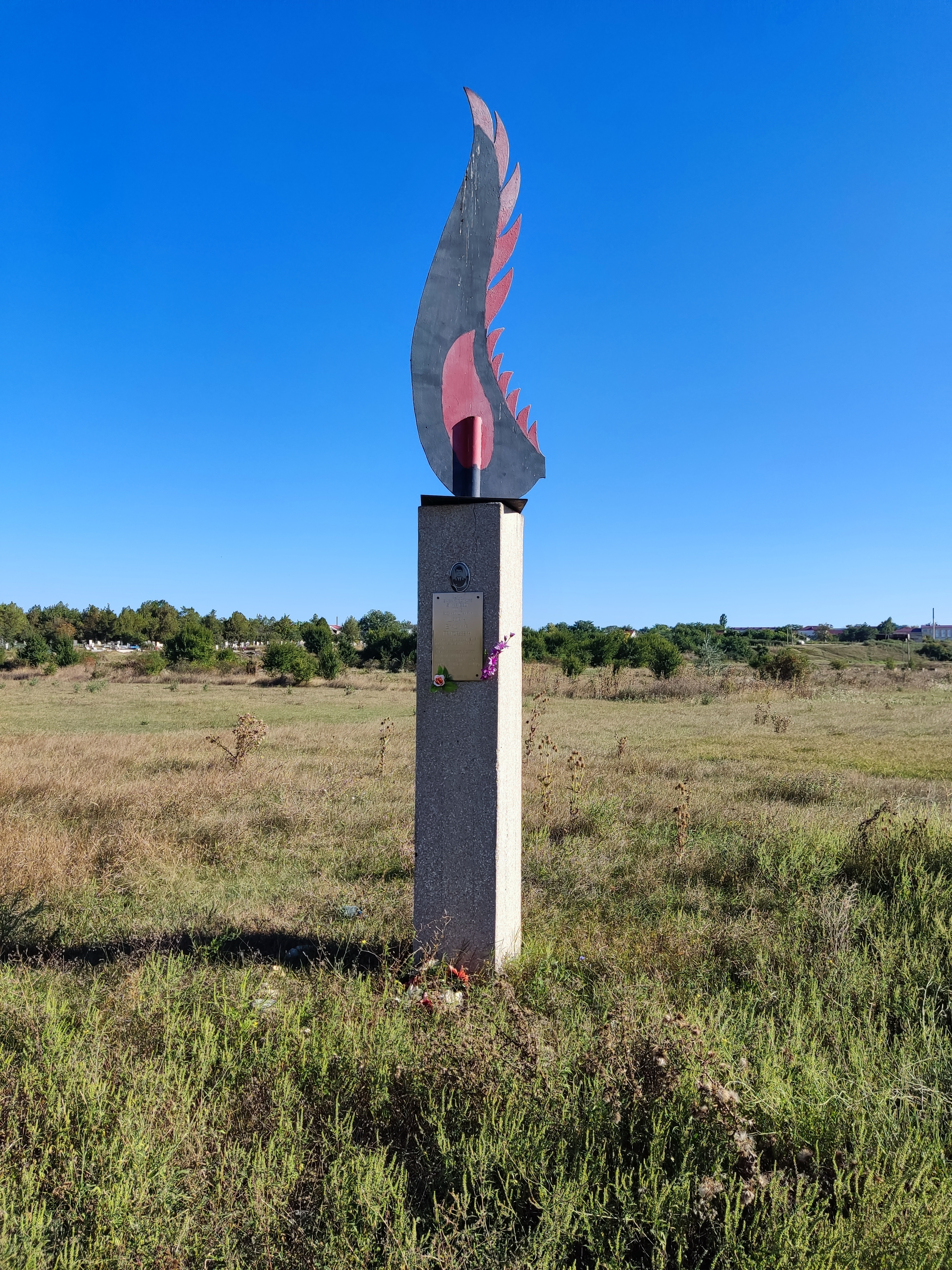
Памятный знак на месте авиакатастрофы Ту-22М

21 мая 1990 года на окраине Зуи потерпел крушение советский дальний сверхзвуковой ракетоносец-бомбардировщик Ту-22М. Во время аварии погиб штурман Владимир Шадрин и местный житель Синицкий, умерший при тушении пожара от взрыва кислородного баллона.
В ночь с 23 на 24 февраля 2014 года перед зданием администрации поселкового совета неизвестными был разрушен памятник Ленину, что стало первым событием такого рода в Крыму. Однако позже памятник был восстановлен при помощи местных жителей, предпринимателей, поселкового совета и коммунистической партии; уже 22 апреля 2014 года состоялось его торжественное открытие.
Близ посёлка Зуя во время дорожных работ на автотрассе «Таврида» найдена карстовая полость — самая большая пещера в Предгорном Крыму. Длина пещеры составляет 1500 метров, а может и больше. Ранее самой длинной пещерой Предгорного Крыма считалась полукилометровая Таврская пещера. Она служила логовом для пещерной гиены, обитавшей в Крыму около 800 тыс. лет назад. В пещере найдены останки костей мастодонта, южного слона, носорога, антилоп и различных копытных. Близ пещеры найден кремнёвый отщеп. Нахождение человека в пещере без специального оборудования для дыхания затруднено из-за высокой влажности и низкого содержания кислорода (менее 18 %).

## Население
| 1939  | 1959  | 1970  | 1979  | 1989  | 2001  |
| ----- | ----- | ----- | ----- | ----- | ----- |
| 2118  | ↗5646 | ↘4173 | ↗4811 | ↗5711 | ↗6935 |
| 2009  | 2010  | 2011  | 2012  | 2013  | 2014  |
| ↗6989 | ↗6994 | ↗7027 | ↗7085 | →7085 | ↘6230 |
| 2021  |       |       |       |       |       |
| ↗6621 |       |       |       |       |       |

## Культура и спорт
В посёлке работает дом культуры (с 1948 года) и историко-краеведческий музей. В 2017 году в Зуе был создан Культурно-этнографический центр крымских татар, открытый в небольшом помещении в центре посёлка. Основателем центра стал бывший заместитель председателя Белогорского районного совета Мемет Кемалитдинов.
С 2014 году в Зуе действует футбольная команда «Чайка». В 2018 году «Чайка» стала победителем чемпионата Белогорского района.

## Памятники

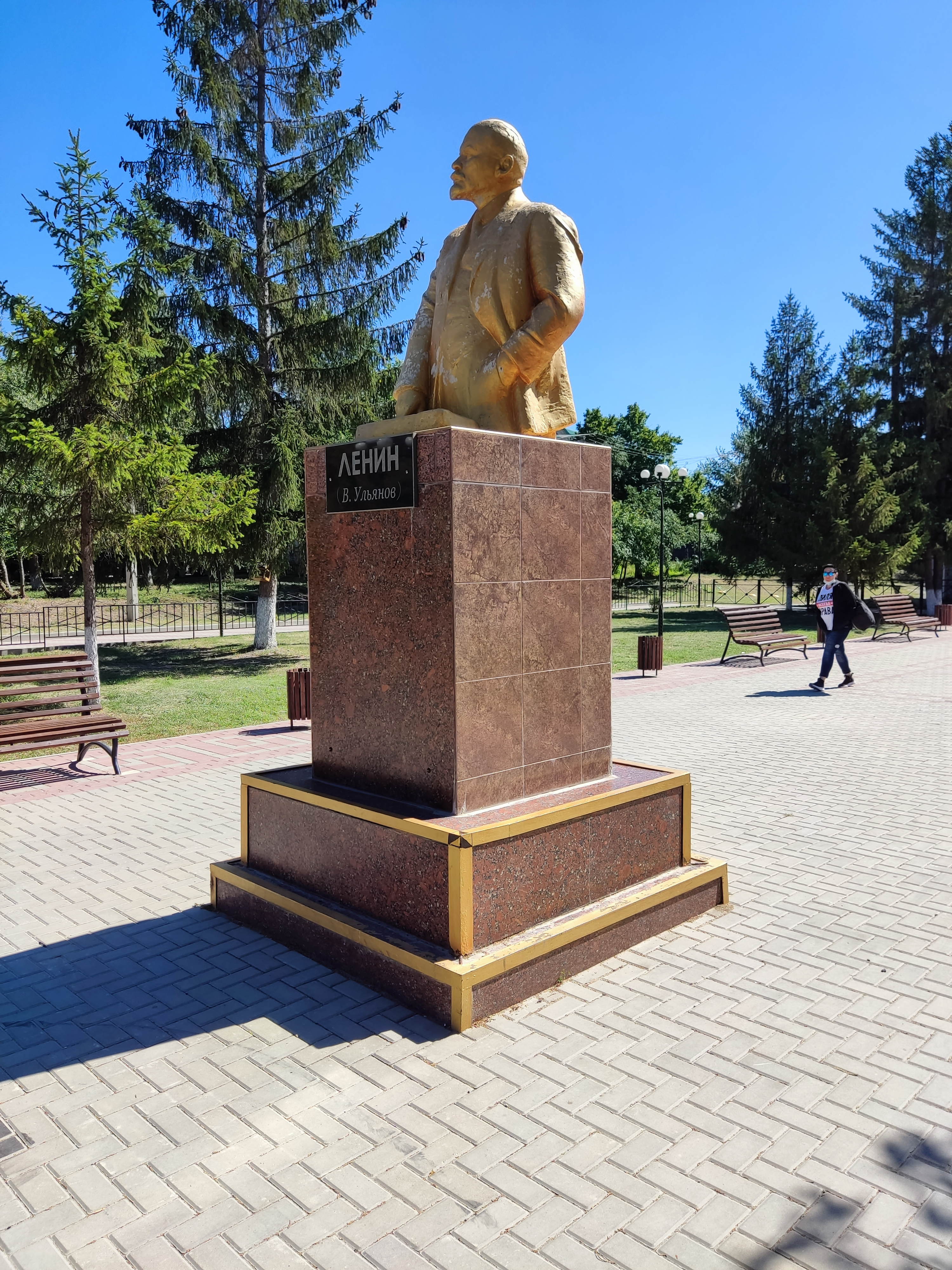
Памятник В. И. Ленину, разрушен неизвестными и восстановлен в 2014 году
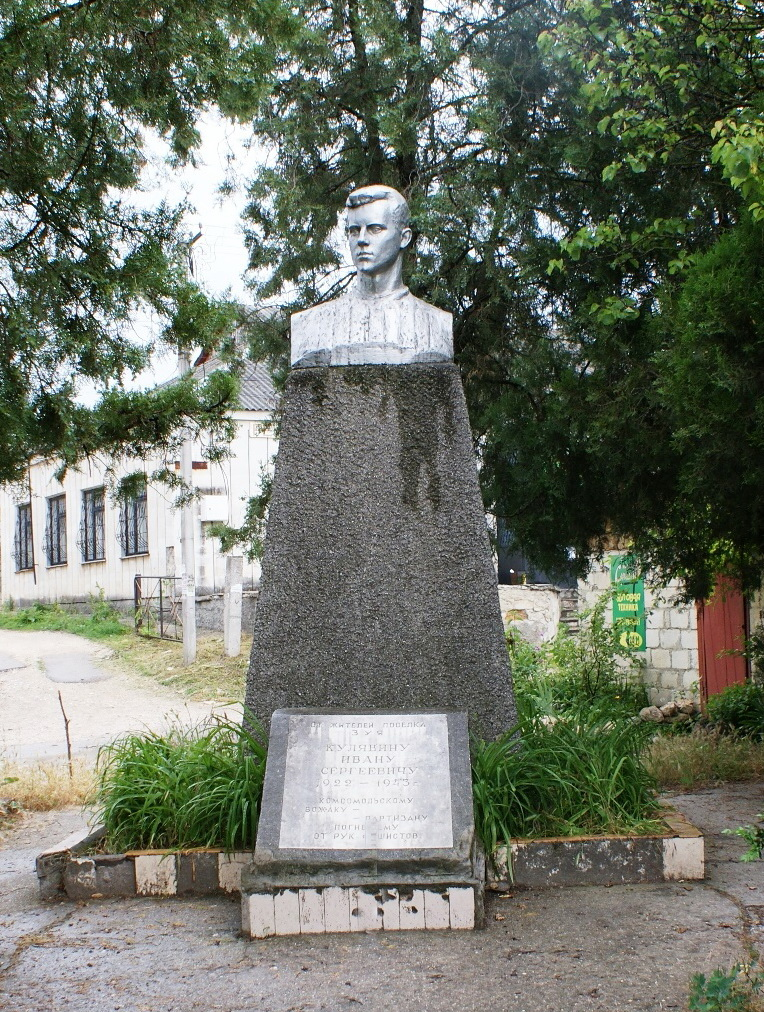
Памятник Кулявину в Зуе, 1967, Скульптор Л. И. Ушакова
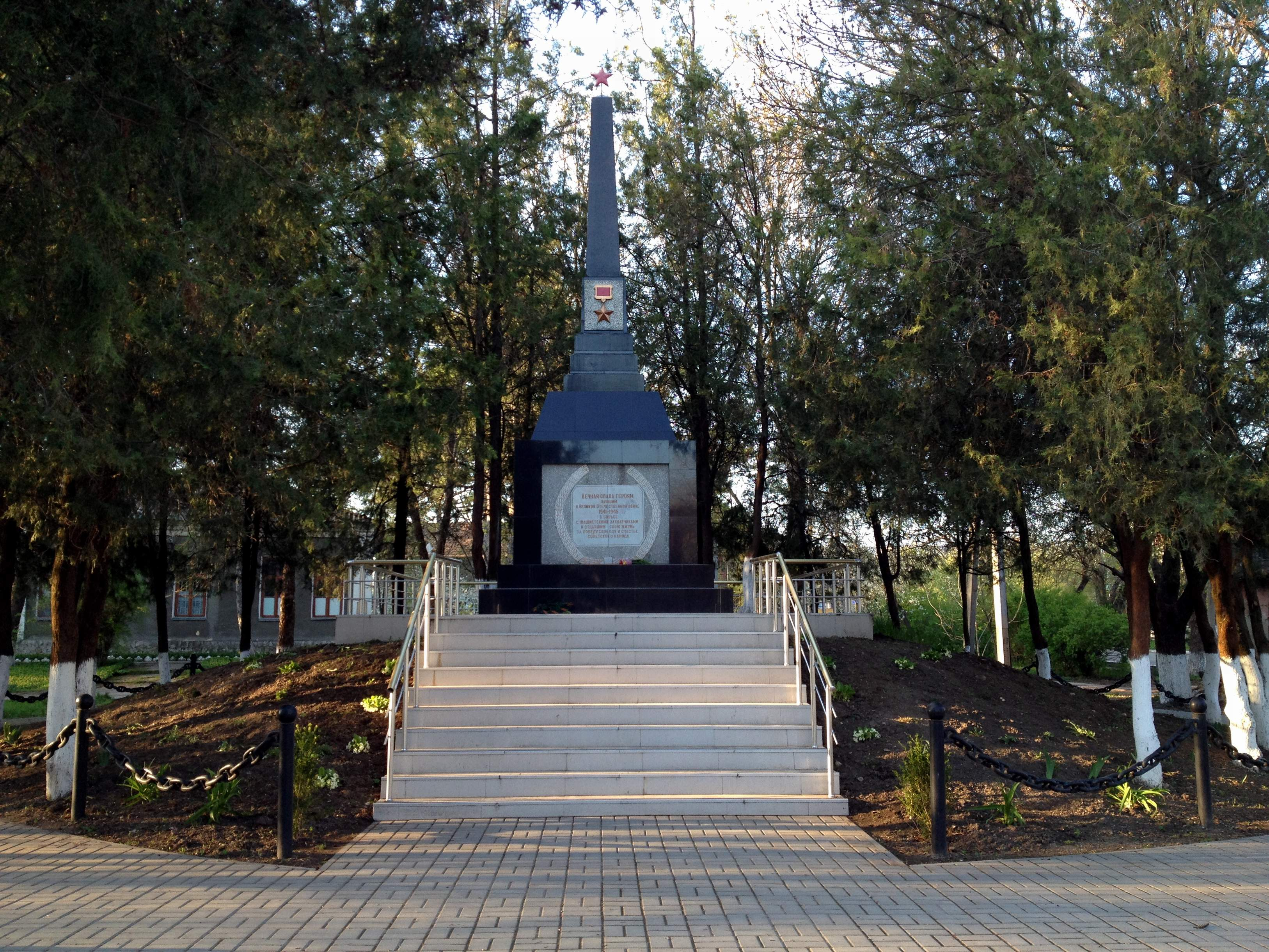
Братская могила советских воинов и партизан, ул. Шоссейная
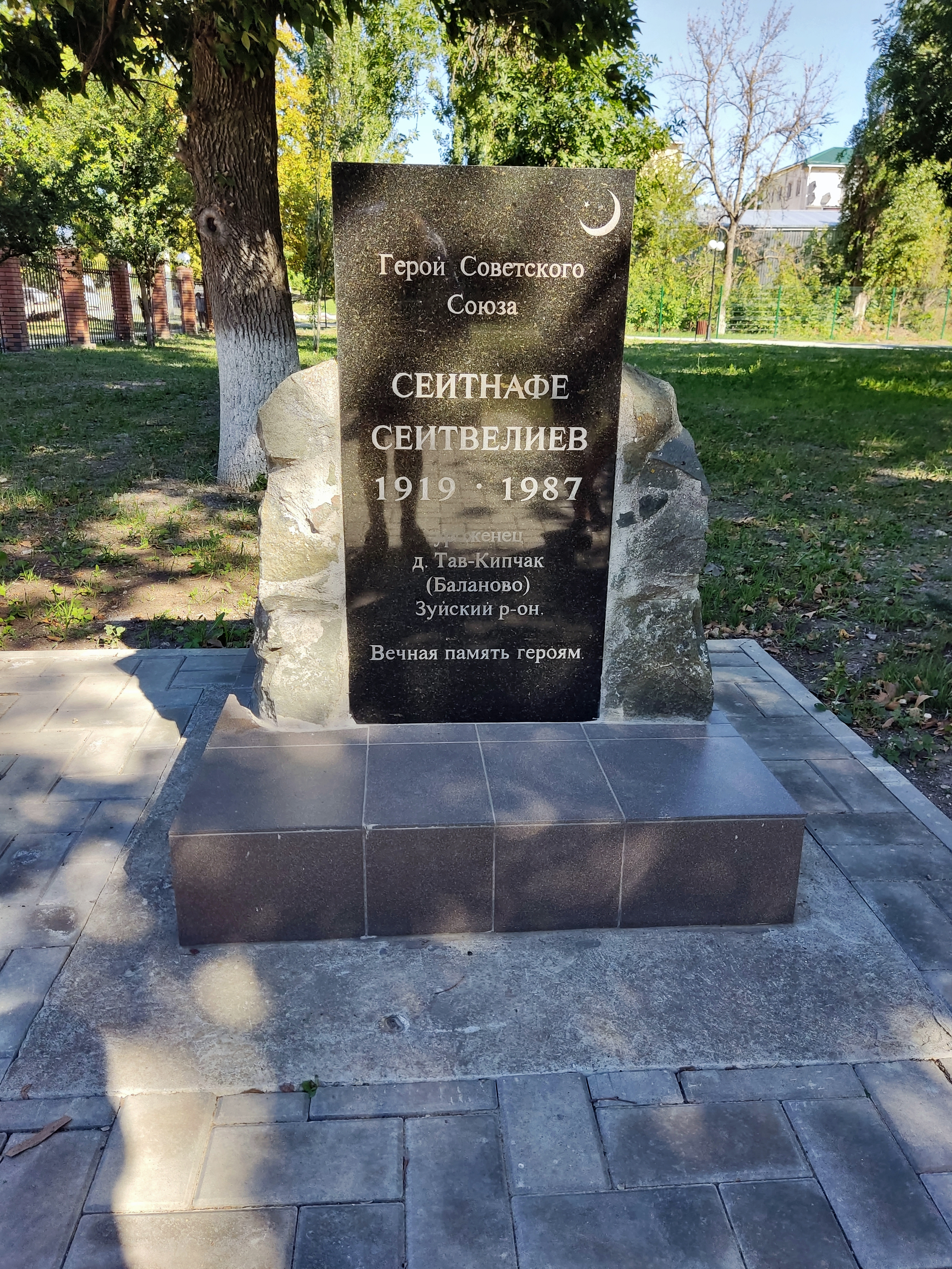
Памятный знак Герою Советского Союза Сеитнафе Сейтвелиеву
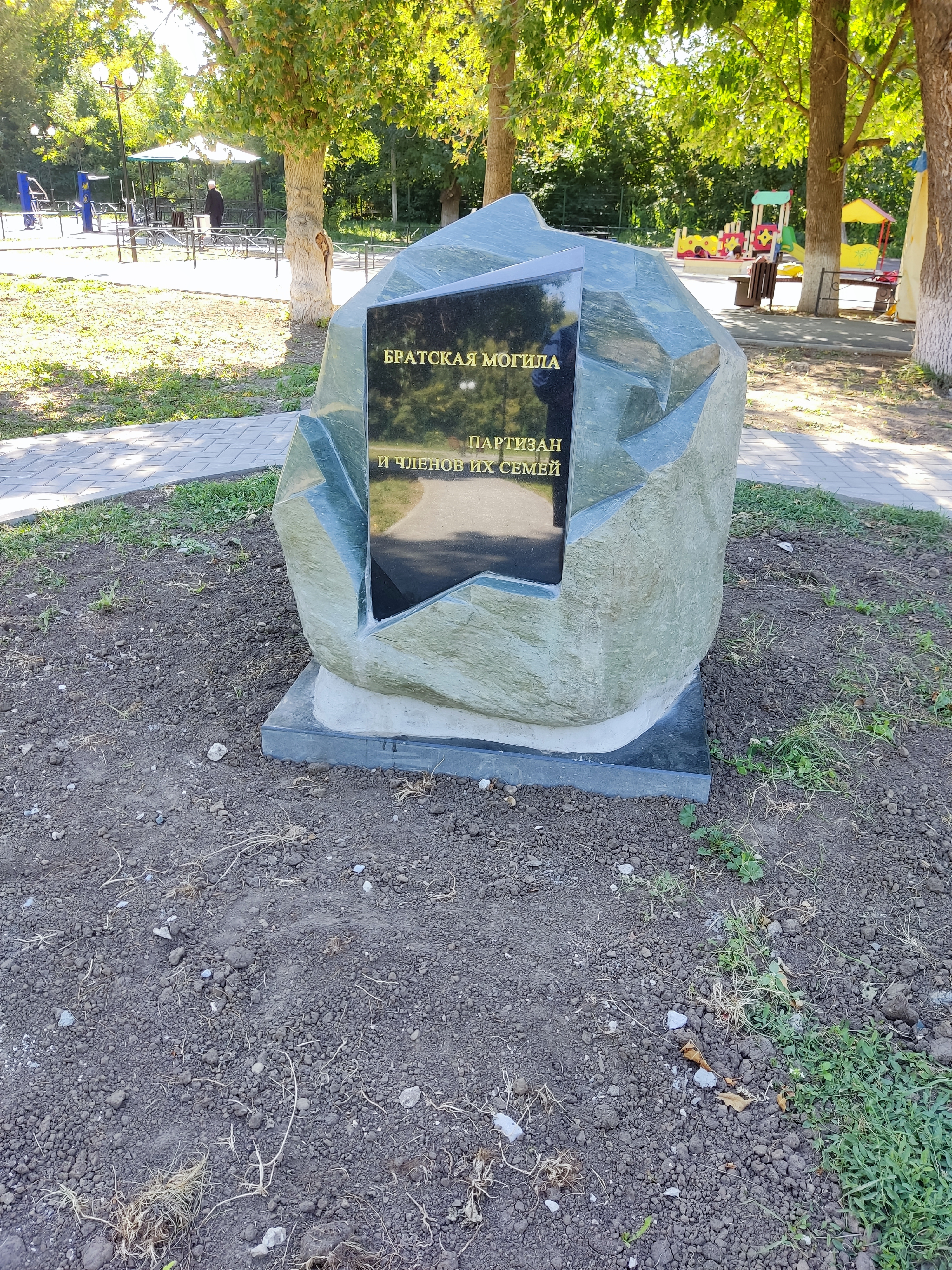
Братская могила партизан и членов их семей
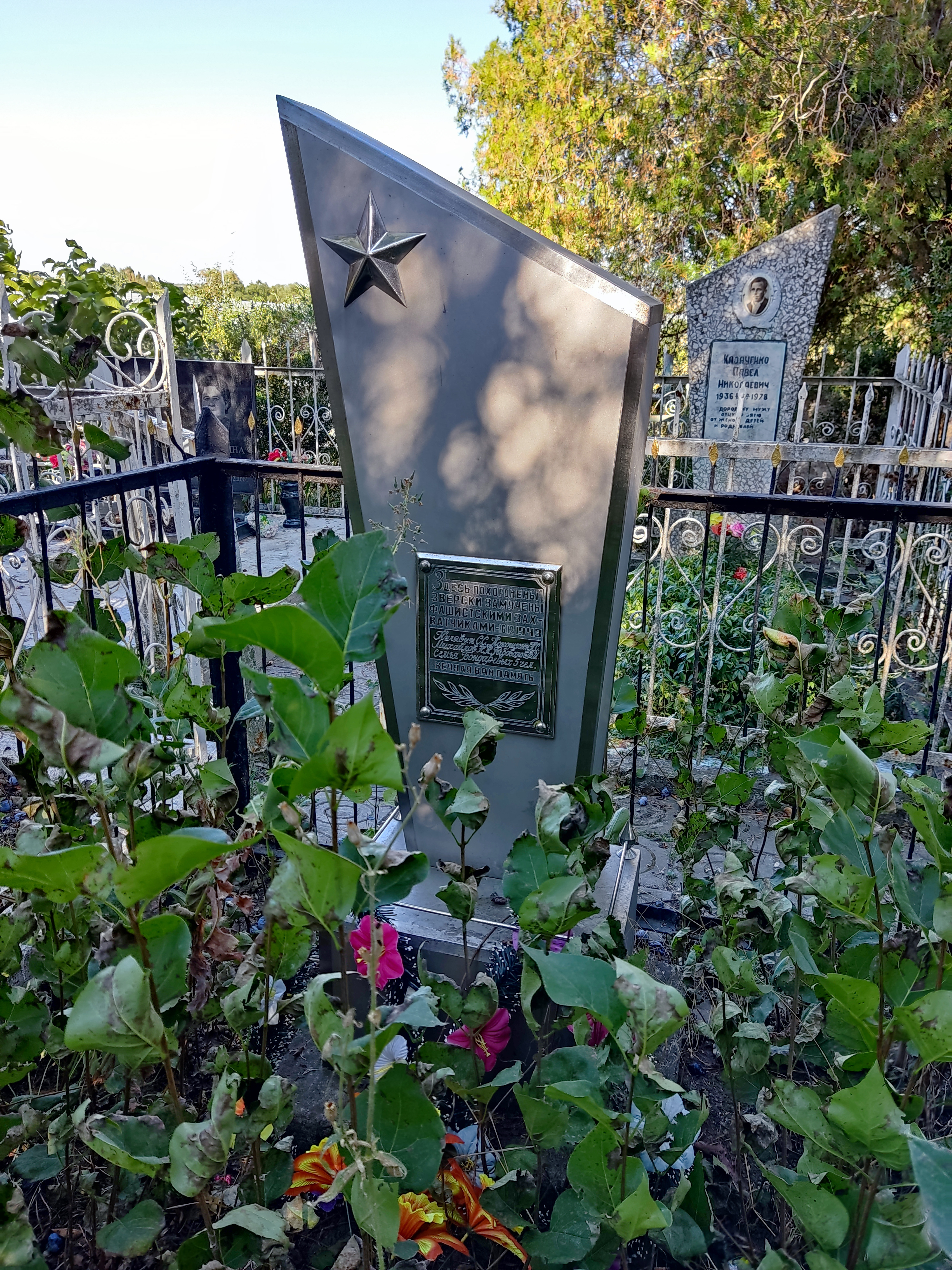
Братская могила партизан и членов их семей, поселковое кладбище

В Зуе расположены следующие памятники:
- Памятный знак на месте авиакатастрофы (рядом с трассой Таврида и кладбищем);
- Памятный знак партизану Сейдали Курсеитову (в Парке победы);
- Памятник И. С. Кулявину, 1967. Скульптор Л. И. Ушакова.  Объект культурного наследия народов РФ регионального значения. Рег. № 911710902990005 (ЕГРОКН)
- Памятный знак Герою Советского Союза Сеитнафе Сейтвелиеву (в Парке победы);
- Братская могила советских воинов, партизан и памятный знак в честь воинов — односельчан, погибших в годы Великой Отечественной войны (в Парке победы); Объект культурного наследия народов РФ регионального значения. Рег. № 911710902890005 (ЕГРОКН)
- Памятник В. И. Ленину (у здания поселкового совета);
- Братская могила советских воинов (ул. Шоссейная), в том числе символическое захоронение Героя Советского Союза Д. Т. Гридасова (кенотаф); Объект культурного наследия народов РФ регионального значения. Рег. № 911710902950005 (ЕГРОКН)
- Братская могила партизан и членов их семей (поселковое кладбище); Объект культурного наследия народов РФ регионального значения. Рег. № 911710902920005 (ЕГРОКН)
- Могила комсомольца П. Н. Вербовского (поселковое кладбище). Объект культурного наследия народов РФ регионального значения. Рег. № 911710902980005 (ЕГРОКН)

## Образование
В Зуе функционирует:

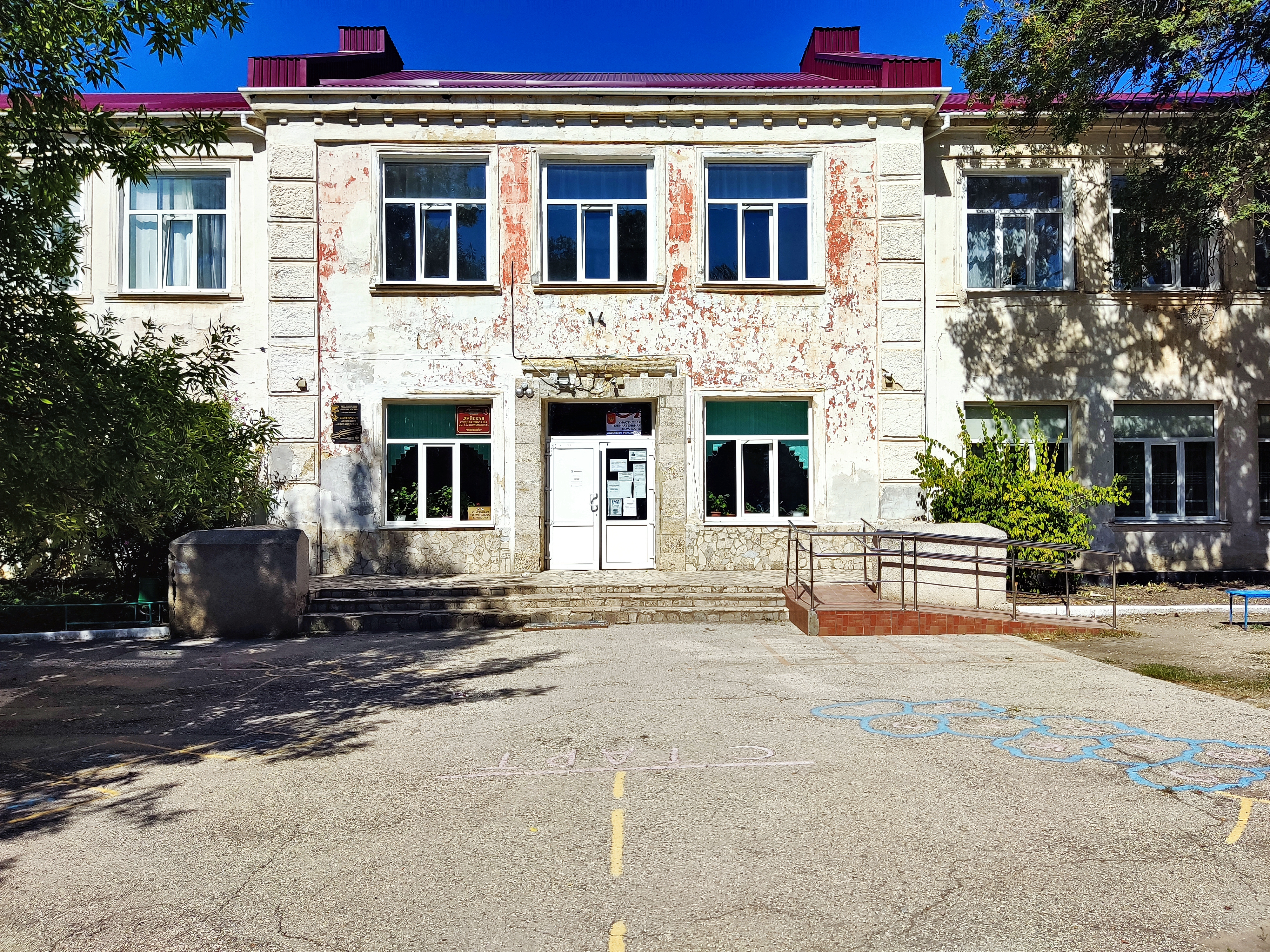
Школа № 1

- Средняя школа № 1 имени А. А. Вильямсона (первый корпус введён в эксплуатацию в 1936 году, а второй — в 1972 году)[46]
- Средняя школа № 2 имени С. Сеитвелиева с крымскотатарским языком обучения[47][48]
- Детский сад «Богатырь»[49]
- Библиотека-филиал № 7[50]

## Транспорт и инфраструктура

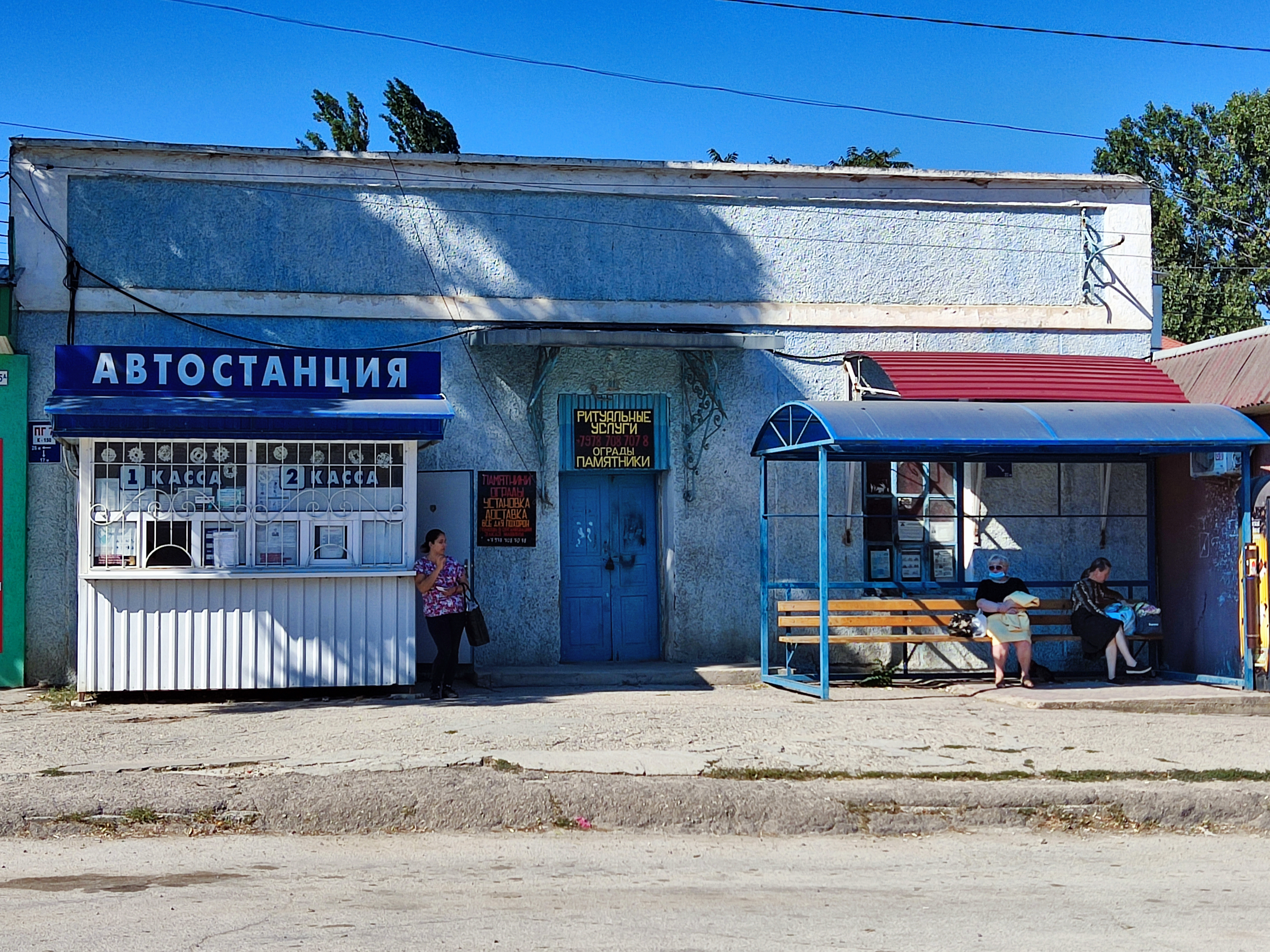
Автостанция

Функционирует поселковая автостанция. В октябре 2017 года была открыта автобусная касса в посёлке Зуя.
После строительства трассы «Таврида» проезд в Зую жителям близлежащих сёл усложнился из-за отсутствия развязки. В итоге для поездки в Зую и обратно автомобилистам приходится преодолевать дополнительный путь длиной в 7 километров. В 2020 году было начато строительство пешеходного перехода из Зуи в Литвененково под трассой «Таврида».
В 2021 году был открыт после реконструкции парк отдыха имени Победы. На ремонтные работы было израсходовано 25 миллионов рублей. Общая площадь парка — 2,2 га.